# عملية فرس النبي
العملية فرس النبي، هو هجوم وقع في 18 أبريل 1988، شنته القوات المسلحة الأمريكية داخل المياه الإقليمية الإيرانية ثأراً لتلغيم إيران الخليج العربي أثناء الحرب الإيرانية العراقية وإصابة سفينة حربية أمريكية.
في 14 أبريل، كانت فرقاطة الصواريخ الموجهة USS صمويل روبرتس قد ارتطمت بلغم بحري أثناء انتشارها في الخليج العربي كجزء من العملية إرنست ويل، مهمات القوافل المرافقة 1987-88 التي كانت السفن الحربية الأمريكية ترافق أثناءها حاملات النفط الكويتية لحمايتها من الهجمات الإيرانية. أسفر الانفجار عن ثقب بقطر 4.5 متر في هيكل السفينة صمويل روبرتس وأوشكت على الغرق. أنقذ الطاقم سفينتهم بدون خسائر في الأرواح، وتم سحب السفينة إلى دبي في 16 أبريل. بعد التلغيم، أخرج غواصو البحرية الأمريكية ألغاماً أخرى في المنطقة. عندما وجد أن الأرقام المسلسلة متطابقة مع الألغام التي تم العثور عليها مع إيران أجر في سبتمبر السابق، خطط المسئولين العسكريين الأمريكيين لعملية انتقامية ضد الأهداف الإيرانية في الخليج العربي.
تبعاً لبرادلي پنيستون، فإن الهجوم الأمريكي قد ساعد في الضغط على إيران من أجل الموافقة على وقف إطلاق النار مع العراق في الصيف التالي، منهياً نزاعاً استمر ثمان سنوات بين بلدان الخليج العربي.
في نوفمبر 2003، حكمت محكمة العدل الدولية بأن «تحركات الولايات المتحدة الأمريكية ضد منصات النفط الإيرانية في 19 أكتوبر 1987 (عملية الرامي الرشيق) و18 أبريل 1988 (عملية فرس النبي) لا يمكن تبريرها كإجراءات ضرورية لحماية المصالح الأمنية الأساسية للولايات المتحدة الأمريكية». ومع ذلك، فقد رفضت محكمة العدل الدولية إدعاء إيران بأن الهجوم الذي شنته البحرية الأمريكية كان خرقاً لمعاهدة الصداقة عام 1955 بين البلدين لأنها تتعلق بالسفن فقط وليس بمنصاتها.
كانت هذه المعركة واحداً من أكبر الاشتباكات البرية الأمريكية الخمسة الرئيسية منذ الحرب العالمية الثانية، والذي يتضمن أيضاً معركة چومونچين چان أثناء الحرب الكورية، حادثة خليج تونكين ومعركة دونگ هوي أثناء حرب ڤيتنام، والتحرك في خليج سدرة عام 1986. كما يعتبر أول تحدي للصواريخ المضادة للسفن التابعة للبحرية الأمريكية مع السفن المعارضة والمناسبة الوحيدة منذ الحرب العالمية الثانية التي أغرقت فيها البحرية الأمريكية هدفاً سطحياً كبيراً للعدو.
مع نهاية العملية، أغرقت القوات الجوية والوحدات السطحية الأمريكية، أو أصابت بأضرار جسيمة، نصف الأسطول العملياتي الإيراني.

## المعركة
في 18 أبريل، هاجمت البحرية الأمريكية عدة مجموعات من السفن الحربية السطحية، بالإضافة لإحدى طائرات حاملة الطائرات USS إنترپرايز، وطرادها المرافق USS تروكستون. بدأ التحرك بضربات منسقة من قبل مجموعتين سطحيتين.
إحدى مجموعات التحرك السطحي (SAG)، كانت تتألف من المدمرات USS مريل (بما في ذلك LAMPS MK I مفرزة المروحيات HSL-35 Det 1) وUSS Lynde McCormick، بالإضافة إلى لرصيف الإبرار العائم USS ترنتون وقوة المهام جو-أرض البحرية المتمركزة فيها (Contingency MAGTF 2-88 from Camp LeJeune, NC)[بحاجة لمصدر] و LAMPS (النظام الخفيف متعدد الأغراض المحمول جواً) مفرزة المروحيات (HSL-44 Det 5) من الطراد يوإس‌إس صمويل روبرتس، تلقت أمراً بتدمير المدافع والمرافق العسكرية الأخرى على منصة النفط ساسان. في الثامنة صباحاً، قائد مجموعة التحرك السطحي، الذي كان أيضاً قائداً لسرب المدمرة 9، أمر مريل بإرسال تحذير للمتواجدين على المنصة، معطيهم أمراً بالخروج منها. انتظرت مجموعة التحرك السطحي 20 دقيقة، ثم أطلقت النار. ردت منصة النفط بقصف من مدافع زد يو-23 23 مم. وفي النهاية نجحت مدافع مجموعة التحرك السطحي في تعطيل بعض مدافع زد يو-23. بعد وصول زورق سحب يحمل المزيد من الأفراد تم تطهير المنطقة، واستأنفت السفن تبادل إطلاق النار مع ما تبقى من مدافع يو زد-23، إلى أن تمكنت في نهاية المطاف من تعطيلها. أجهزت المروحيات كوبرا على مقاومة العدو. صعد مشاة البحرية للمنصة، واستعادوا أحد ناجي واحد مصاب (الذي تم نقله للبحرين)، وبعض الأسلحة الصغيرة، وبعض المعلومات. قام مشاة البحرية بزرع متفجرات، وتركوا المنصة، ثم قاموا بتفجيرها. بعدها صدرت أوامر لمجموعة التحرك السطحية بالمضي شمالاً إلى منصة رخش للنفط لتدميرها.
غادرة مجموعة التحرك السطحية حقل ساسان النفطي، وقامت طائرتين إيرانيتين من طراز إف-4 بهجوم سريع، لكنها توقفت بعد أن قامت ليند مك‌كورميك بغلق رادار التحكم في النيران لديها على الطائرة. في منتصف الطريق إلى منصة رخش للنفط، تم إلغاء الهجوم في محاولة لتخفيف الضغط على الإيرانيين وفي إشارة إلى الرغبة في إزالة التصعيد.
المجموعة الأخرى، والتي كانت تشمل USS وين‌رايت والفرقاطة USS سمپسون وUSS باگلي، هاجمت منصة سيري للنفط. أُسند لقوة العمليات الخاصة الابتدائية للبحرية الأمريكية مهمة الإستيلاء، واحتلال وتدمير منصة سيري للنفط لكنه نظراً للأضرار الثقيلة التي لحقت بالمنصة جراء القصف البحري قبل الهجوم، تقرر أن الهجوم لم يكن ضرورياً.
ردت إيران بإرسال زوارق بوگ‌همر السريعة لمهاجمة عدة أهداف في الخليج العربي، منها سفينة الإمداد ويلي تايد التي ترفع العلم الأمريكي، وحفار النفط سكان باي الذي يحمل العلم الپنمي وناقلة النفط البريطانية يورك مارين. أصيبت جميع هذه السفن بدرجات متفاوتة. بعد الهجمات، انطلقت الطائرة إيه-6 إي إنترودر من على متن سي ڤ إن 65، يوإس‌إس إنترپرايز، صوب الزوارق السريعة بتوجيهات من فرقاطة أمريكية. طائرتان طراز ڤي إيه-95 ‏، بقيادة جيمس إنگلر وجيمس پول وب، أسقطت على الزوارق السريعة قنابل عنقودية من طراز روكي، فأغرقت أحدها وأصابت عدد آخر منها، التي بدأت عندها في الفرار إلى جزيرة أبو موسى تحت السيطرة الإيرانية.

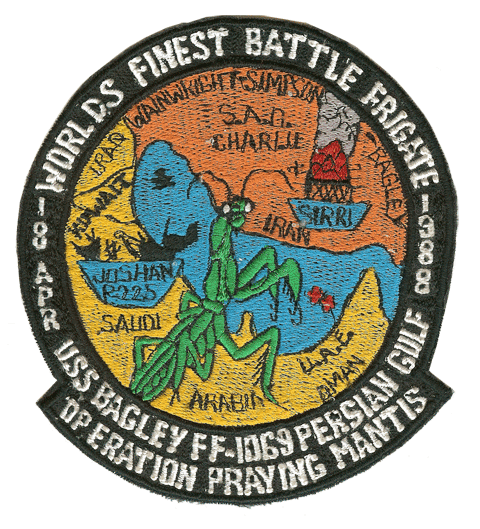
التشكيل القتالي للعملية فرس النبي.

استمرت وتيرة القتال في التصاعد. جوشان، طائرة مقاتلة سريعة إيرانية طراز كومباتانت 2 ‏-كمان، اعترضت السفينة الحربية الأمريكية USS وين‌رايت والمجموعة القتالية السطحية تشارلي. أمر قائد وين‌رايت أوامره بإصدار تحذير أخير (من ضمن سلسلة تحذيرات) آمراً طاقم جوشان «بإطفاء محركاتها، ومغادرة السفينة، سوف أغرقكم». ردت عليهم جوشان بإطلاق صاروخ هارپون. وتم صد الصاروخ بنجاح. ردت سيمپسون على التحدي بإطلاق أربع صواريخ ستاندرد، ثم تلتها وين‌رايت بإطلاق صاروخ ستاندرز واحد. نجحت جميع الصواريخ في ضرب وتدمير البنية الرئيسية للسفينة الإيرانية لكنها لم تغرقها على الفور، لذلك أطلقت باگلي صاروخ هارپون. لم يصب الصاروخ الهدف. أغلقت تشارلي ضمن مجموعة التحرك السطحية الطريق على جوشان، بواسطة سمپسون، ثم باگلي وأطلقت وين‌رايت نيران مدفعيتها لإغراق السفينة الإيرانية المحاصرة.
كانت هناك طائرتين إيرانيتين طراز إف-4 فانتوم تحلقان على بعد 48 كم تقريباً عندما قررت وين‌رايت التوجه نحوهما. أطلقت وين‌رايت صاروخين آر آي أم-67 القياسي، انفجر أحدهما بالقرب من واحدة من طائرات الفانتوم، فتفجر جزء من جناحها وأصيب جسم الطائرة بالشظايا. انسحبت طائرات إف-4، وهبط الطيار الإيراني بطائرته المصابة في بندر عباس.
استمر القتال عندما غادرة الفرقاطة الإيرانية سهند بندر عباس واعترضت عناصر من إحدى المجموعات السطحية الأمريكية. كانت الفرقاطة مراقبة بواسطة طائرتان طراز إي-6إي من VA-95 أثناء تحليقهما في دورية حراسة من أجل السفينة الحربية USS جوسف ستراوس.

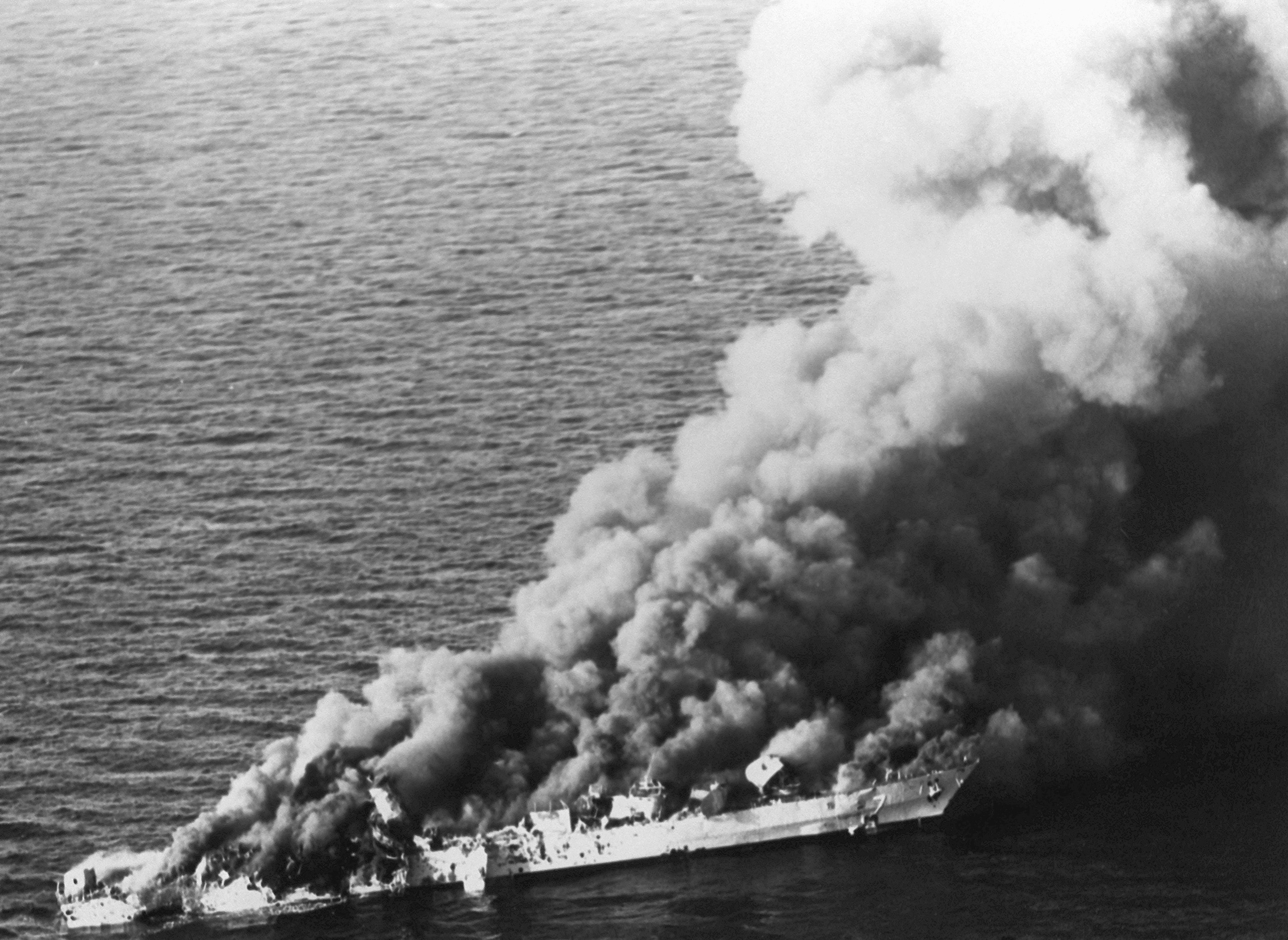
الفرقاطة الأمريكية سهند تحترق من مقدمتها لمؤخرتها في 18 أبريل 1988 بعد تعرضها للهجوم.

أطلقت سهند صواريخ على الطائرتين إي-6إي، التي ردت بصاروخين هارپون وأربع صواريخ سكيپر الموجهة بالليزر. أطلقت جوسف ستراوس صاروخ هارپون. معظم، وإن لم يكن جميع الطلقات، تسببت في خسائر ثقيلة وحرائق. الحرائق التي اشتعلت على سطح السفينة سهند وصلت في النهاية إلى غرف الذخيرة، متسببة في الانفجار الذي أدى إلى غرقها.
لاحقاً في اليوم نفسه، غادرت الفرقاطة الإيرانية سبالان من مرساها وأطلق صواريخ أرض-جو على عدد من طائرات إيه-6إي من المجموعة VA-95. رداً على ذلك أسقطت الطائرات إيه-6إي قنبلة موجهة بالليزر طراز مارك 82 على مدنة الفرقاطة سبالان، مما تسبب في تعطيل السفينة ثم تركتها تحترق. الفرقاطة الإيرانية، المغمورة جزئياً، قامت قاطرة إيرانية بجرها، وأصلحت وعادة في النهاية للخدمة. انسحبت طائرات المجموعة VA-95 من الهجوم، تنفيذاً للأوامر الصادرة لها. الطيار الذي أعطب الفرقاطة سبالان، جيمس إنگلر، مُنح صليب التحليق المميز من الأدميرال وليام ج. كرو، رئيس هيئة الأركان المشتركة الأمريكية، على ما قام به ضد سبالان وزوارق المدفعية الإيرانية الأخرى.
رداً على الهجوم، أطلقت إيران صواريخ سيلك‌وورم (يعتقد أنها من الطراز دودة القز (صاروخ) ‏) من قواعد أرضية على مجموعة التحرك السطحي دلتا في شمال وسط الخليج العربي، لكنها أخطأت هدفها بسبب المناورات المراوغة واستخدام الشراك الخداعية من قبل السفن. ومن المرجح أن الصاروخ تم إسقاطع بواسط مدفع گراي 76 مم. لاحقاً أنكر الپنتاگون والإدارة الأمريكية وقوع أي هجمات بصاروخ سيلك‌وورم ربما لأنها كان السبيل الوحيد لإبقاء الوضع أكثر تصعيداً كما وعدوا من قبل بإعلان أن أي هجمات من هذا النوع قد تستحق الانتقام ضد أهداف على الأراضي الإيرانية.

### وقف الاشتباك
في أعقاب الهجوم على سبالان، صدرت أوامر لقوات البحرية الأمريكية بافتراض وضع التصعيد، معطية لإيران مخرجاً ومتجنبة المزيد من القتال. قبلت إيران العرض وتم وقف القتال، على الرغم من بقاء الجانبين في حالة تأهب، ووقعت اشتباكات شبه متقطعة طوال الليل وفي اليوم التالي بينما كانت القوات متأهبة داخل الخليج. بعد يومين من المعركة، توجهت ليند مكورمك لمرافقة أحد كبار المسئولين الأمريكيين عبر مضيق هرمز، بينما ظلت السفينة مارشنت حاملة العلم الاسكندناڤي في الجوار، غالباً من أجل الحماية. في الوقت الذي ظلت فيه السفن في حالة تأهب، لم تحدث أي إشارات عدائية، وانتهى الاشتباك.

## التبعات
مع نهاية العملية، كانت مشاة البحرية، السفن والطائرات الأمريكية قد دمرت مرافق البحرية والمخابرات الأمريكية على منصتي نفط في الخليج العربي، وأغرقت على الأقل ثلاث زوارق سريعة، فرقاطة وزورق هجوم سريع إيراني. أما الفرقاطة الإيرانية الأخرى فقد أصيبت في المعركة. عام 1989 تم إصلاح سبالان ثم تم تجديدها، ولا تزال في الخدمة برفقة البحرية الإيرانية. في النهاية أكلت النيران نفسها لكن الأضرار التي لحقت بالبنية التحتية أجبرت الإيرانيين على هدم منصات سيري بعد الحرب.[بحاجة لمصدر] أعادت شركات نفط فرنسية وروسية بناء الموقع من أجل إنتاج النفط، بعد شراء حقوق الحفر من الحكومة الإيرانية.[بحاجة لمصدر]
عانى الجانب الأمريكي من خسارتين، طاقم وزورق مدفعية المروحية إيه إتش-1تي سي كوبرا التابع لمشاة البحرية. الكوبرا، التابعة للسفينة الحربية يوإس‌إس ترنتون، كانت تحلق في مهمة استطلاعية من وين‌رايت وتحطمت بعد حلول الظلام على بعد 15 ميل تقريباً جنوب غرب جزيرة أبو موسى. جثامين الكاپتن ستفن سي لسلي، 30 سنة، من نيو برن، ك.ش، والكاپتن كنث و. هيل، 33 سنة، من توماسڤيل، ك.ش، انتشلهما غواصو البحرية الأمريكية في مايو، وتم العثور على حطام المروحية في الشهر التالي. صرح مسئولو البحرية أنه ليس هناك علامة على إصابتها في المعركة.
في الشهر التالي، وصل طراد الصواريخ الموجهة USS ڤنسنس، الذي استدعي على عجل لحماية الفرقاطة صمويل روبرتس التي تم إرجاعها للولايات المتحدة. في 3 يوليو، أسقط الطراد USS ڤنسنس الرحلة 655، إيران إير، متسبباً في مقتل ركابها وطاقمها البالغ عددهم 290 شخص. صرحت الحكومة الأمريكية أن طاقم ڤينسنس قد أخطأ في التعرف على الإيرباص الإيرانية معتقداً أنها مقاتلة هجومية طراز إف-14، على الرغم من كونها طائرة تجارية تحلق في المسار المقرر. زعمت الحكومة الإيرانية أن طاقم ڤينسنس قد أسقط الطائرة المدنية عمداً.

## محكمة العدل الدولية
في 6 نوفمبر 2003 رفضت محكمة العدل الدولية طلب تقدمت ودعوى تقدمت بها إيران ضد الولايات المتحدة من أجل الحصول على تعويضات لخرق 'معاهدة صداقة' 1955 بين البلدين. باختصار، رفضت المحكمة كل من المطالبة والدعوى لأن اتفاقية 1955 لا تتضمن سوى حماية «حرية التجارة والملاحة بين أراضي الطرفين». وبسبب الحظر التجاري الذي فرضته الولايات المتحدة على إيران في ذلك الوقت، لم تتأثر التجارة أو الملاحة المباشرة بين الطرفين بالنزاع.
وأعلنت المحكمة أن «التحركات الأمريكية ضد منصات النفط الإيرانية في 19 أكتوبر 1987 (عملية الرامي الشريق) و18 أبريل 1988 (العملية فرس النبي) لا يمكن تبريرها على كإجراءات ضرورية لحماية المصالح الأمنية الأساسية للولايات المتحدة الأمريكية». حكمت المحكمة «...ومع ذلك، لا يمكن التمسك بطلب جمهورية إيران الإسلامية بأن تلك الأعمال تشكل خرقاً لالتزامات الولايات المتحدة الأمريكية بموجب الفقرة 1 من المادة العاشرة من تلك المعاهدة، فيما يتعلق بحرية التجارة بين أراضي الأطراف، وأن وبناءً على ذلك، لا يمكن التمسك بمطالبة جمهورية إيران الإسلامية بالتعويض».

## ترتيب القوات البحرية الأمريكية في المعركة

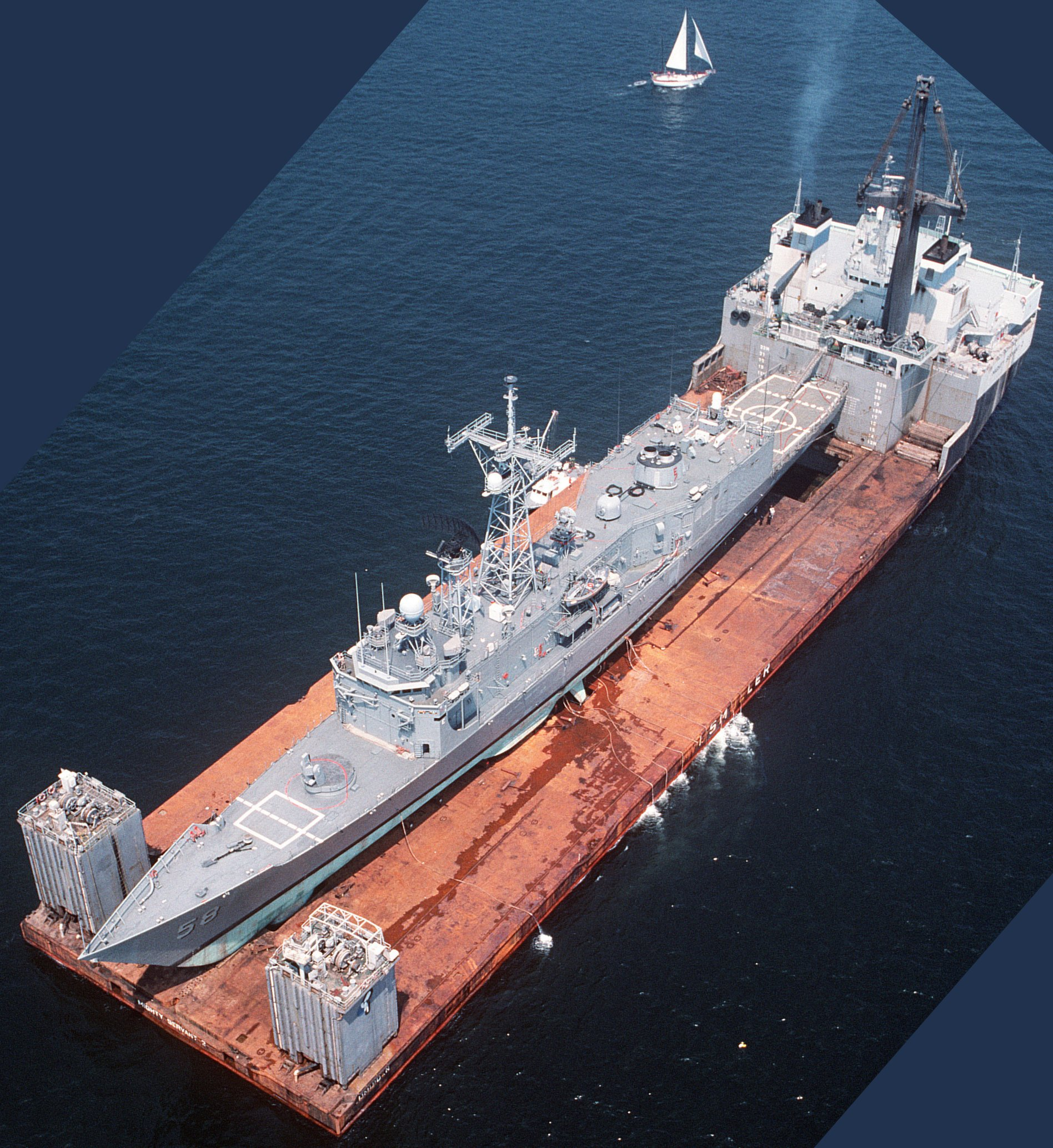
Samuel B. Roberts محمولة بعيداً على متن مايتي سرڤانت 2 بعد الارتطام بلغم في الخليج العربي.

- Officer in Tactical Command: Commander القيادة الوسطى للقوات البحرية الأمريكية (aboard USS Coronado)[13]
- Battle Group Commander: Commander, Cruiser/Destroyer Group Three (aboard USS Enterprise)

Surface Action Group Bravo
- On Scene Commander: Commander, Destroyer Squadron Nine (Embarked on Merrill)
- USS Merrill – destroyer
- USS Lynde McCormick – guided missile destroyer
- USS Trenton – amphibious transport dock
- Marine Air-Ground Task Force (MAGTF) 2–88 (4 AH-1T, 2 UH-1, 2 CH-46)
- Helicopter AntiSubmarine Squadron 44 Detachment 5 – LAMPS Helicopter (SH-60B)

Surface Action Group Charlie
- OSC: CO, USS Wainwright
- USS Wainwright – guided missile cruiser
- USS Bagley – frigate
- USS Simpson – guided missile frigate
- SEAL platoon

Surface Action Group Delta
- OSC: Commander Destroyer Squadron Twenty Two (Embarked on Jack Williams)
- USS Jack Williams – guided missile frigate
- USS O'Brien – destroyer
- USS Joseph Strauss – guided missile destroyer

الدعم الجوي
- Elements of Carrier Air Wing Eleven operating from aircraft carrier يو إس إس إنتربرايز
- A-6E & KA-6D Intruders of VA-95 operating from aircraft carrier USS Enterprise (CVN-65)

سفن الصيانة والدعم
- USS Samuel Gompers – Destroyer Tender – performed ship maintenance and repairs operating off the coast of Oman

## قراءات إضافية
- Huchthausen, Peter (2004). America's Splendid Little Wars: A Short History of U.S. Engagements from the Fall of Saigon to Baghdad. New York: Penguin. ISBN:0-14-200465-0.
- Palmer, Michael (2003). On Course to Desert Storm. University Press of the Pacific. ISBN:1-4102-0495-2.
- Peniston, Bradley (2006). No Higher Honor: Saving the USS Samuel B. Roberts in the Persian Gulf. Annapolis: Naval Institute Press. ISBN:1-59114-661-5. مؤرشف من الأصل في 2009-01-18.
- Sweetman, Jack (1998). Great American Naval Battles. Annapolis: Naval Institute Press. ISBN:1-55750-794-5.
- Symonds, Craig L. (2005). Decision at Sea: Five Naval Battles that Shaped American History. USA: Oxford University Press. ISBN:0-19-517145-4.
- Taheri, Amir (18 أبريل 2007). "A History Lesson Still Unlearned". غلف نيوز. مؤرشف من الأصل في 2008-03-27. اطلع عليه بتاريخ 2008-03-29.
- Wise, Harold Lee (2007). Inside the Danger Zone: The U.S. Military in the Persian Gulf 1987–88. Annapolis: Naval Institute Press. ISBN:1-59114-970-3. مؤرشف من الأصل في 2019-06-05.
- Zatarain, Lee Allen (2008). Tanker War, America's First Conflict With Iran, 1987–1988. Drexel Hill: Casemate. ISBN:978-1-932033-84-7.

## وصلات خارجية
- Operation Praying Mantis photos: U.S. ships, assault on Sassan platform, Sahand afire
- Operation Praying Mantis video news clip produced by Navy public affairs, aired 30 April 1988
- Attack Squadron 95 نسخة محفوظة 13 فبراير 2007 على موقع واي باك مشين.